# Heliconius lucindella
Heliconius lucindella är en fjärilsart som beskrevs av James John Joicey och William James Kaye 1916. Heliconius lucindella ingår i släktet Heliconius och familjen praktfjärilar. Inga underarter finns listade i Catalogue of Life.